# Пиросмани (вино)
«Пиросмани» — природно-полусухое красное вино из Кахетии (юго-восток Грузии).  Производится с 1981 года из винограда сорта саперави. Названо в честь художника Нико Пиросманишвили.
Виноград для этого вина выращивается в Алазанской долине рядом с селом Карданахи на микроучастке Ахоеби. Производится «Пиросмани», так же как и «Оджалеши», «Твиши» и «Хванчкара», по рача-лечхумской технологии (собственно разновидности имеретинской), приспособленной к более прохладному климату. Вино вырабатывается с прерыванием брожения не путём добавления спирта, а охлаждением. Таким образом виноград, имеющий высокую сахаристость, сбраживается не полностью, и в вине остаётся природный сахар. Вино пастеризуют, а затем разливают в бутылки. 
У вина изысканное сложение, цвет тёмно-гранатовый, насыщенный. Сортовой аромат — вишнёвая наливка. Вкус свежий, вино полнотелое, мягкое из-за низкого содержания остаточного сахара. Рекомендуется подавать охлажденным к жареному мясу и блюдам с острыми соусами.